# Bá tước xứ Paris

Huy hiệu Công tước xứ Paris

Bá tước xứ Paris (tiếng Pháp: Comte de Paris) là một tước hiệu dành cho người đứng đầu Bá quốc với lãnh thổ xung quanh Paris vào thời Carolingian. Sau khi Hugh Capet được bầu làm Vua của Vương quốc Pháp vào năm 987, tước hiệu này đã hợp nhất vào vương quyền và không còn được sử dụng nữa. Tuy nhiên, sau đó nó đã được khôi phục bởi những người theo chủ nghĩa Orléanist tuyên bố ngai vàng Pháp trong một nỗ lực nhằm khơi gợi lại di sản của Capet và triều đại của ông ta.